# Pont-Authou
Pont-Authou ist eine französische Gemeinde mit 580 Einwohnern (Stand 1. Januar 2022) im Département Eure in der Region Normandie. Sie gehört zum Kanton Pont-Audemer.

## Geografie
Pont-Authou liegt im Tal der Risle, am äußersten Westrand des Roumois, 50 Kilometer südöstlich von Le Havre. Nachbargemeinden von Pont-Authou sind Thierville im Nordosten, Authou im Südwesten, Le Bec-Hellouin im Südosten und Freneuse-sur-Risle im Nordwesten. Das Gemeindegebiet umfasst 352 Hektar, die mittlere Höhe beträgt 87 Meter über dem Meeresspiegel, die Mairie steht auf einer Höhe von 50 Metern. Der Hauptteil der Gemeinde liegt am orografisch rechten Ufer der Risle, zwei kleine Inseln in der Risle gehören aber zum Gemeindegebiet.
Außerdem mündet der Bach La Croix Blanche (‚das weiße Kreuz‘) hier in die Risle. Der Authou war der Name eines Teils eines Wasserlaufs, der heute bei Livet-sur-Authou nach einem Leprosorium La Croix Blanche heißt und in Authou nur le torrent (‚der Wildbach‘) genannt wird. Erst nachdem er Authou passiert hat, wird er von der Bevölkerung heute noch Authou genannt. Dieser Wasserlauf heißt aber im Internetangebot des Office national de l’eau (‚nationales Wasseramt‘) auf ganzer Länge La Croix Blanche.
Pont-Authou ist einer Klimazone des Typs Cfb (nach Köppen und Geiger) zugeordnet: Warmgemäßigtes Regenklima (C), vollfeucht (f), wärmster Monat unter 22 °C, mindestens vier Monate über 10 °C (b). Es herrscht Seeklima mit gemäßigtem Sommer.

## Geschichte
Die Ortschaft ist nach einer Brücke benannt. Sie wurde 1025 erstmals urkundlich als Ponthaltou erwähnt, 1041 als Pontem Altoo, 1079 als Pons Haltou und 1141 als Pons Autouldi. Pons ist das lateinische Wort für ‚Brücke‘.
Auf dem Gemeindegebiet von Pont-Authou wurden verschiedene archäologische Funde aus gallo-römischer Zeit (52 v. Chr. bis 486 n. Chr.) gemacht, die sich heute in den Museen von Évreux und Bernay befinden. Die Ortschaft lag damals an einer Kreuzung der Römerstraßen von Lillebonne (Juliobona) über Brionne (Breviodurum) nach Le Mans (Subdinum) und von Rouen (Rotomagus) über Brionne nach Lisieux (Noviomagus).
Das Lehen La Poterie („die Töpferei“) war im 11. Jahrhundert eine Töpferei. Die Seigneurs dieses Lehens waren bis ins 14. Jahrhundert hinein danach benannt. Dann geriet es durch Heirat in den Besitz verschiedener Familien. Im 11. Jahrhundert gab es noch ein zweites Lehen, das Le Gruchet genannt wurde, beide Lehen lagen in Richtung Thierville. Herzog Richard II. verschenkte Le Gruchet 1024 an die Abtei Jumièges. Später gelangte es in den Besitz der Abtei Le Bec.
Als Philipp II. von Frankreich 1206 die Normandie mit dem Königreich Frankreich vereinigte, erhob er Pont-Authou zu einer Vicomté und richtete dort einen königlichen Gerichtshof ein. Dadurch gewann Pont-Authou an Bedeutung und Authou, Thierville und Bonneville galten als seine Vororte. 1351 wurde die Vicomté jedoch aufgelöst und Pont-Authou der Vicomté von Pont-Audemer unterstellt. Dadurch verlor Pont-Authou wieder an Bedeutung und war bis 1741 eine Bailliage und bis zur Französischen Revolution (1789–1799) eine „einfache“ Seigneurie.
Das dritte untergeordnete Lehen von Pont-Authou war La Bourserie. 1497 vergab die Abtei Le Bec dieses Lehen an Robert le Boursier. Im 16. und 17. Jahrhundert waren die Seigneurs der Lehen La Poterie, Le Gruchet und La Bourserie Mitglieder der Familie Allorge. Jean Allorge nannte sich 1617 „Seigneur von Le Gruchet und Pont-Authou“, Nicolas Allorge nannte sich 1634 „Seigneur von Le Gruchet und La Poterie“. Er ließ eine Kapelle in La Poterie erbauen. Gegen Ende des 17. Jahrhunderts erbte Jean-Charles Heurtault das Lehen Le Gruchet, er war Abgeordneter des Parlement de Normandie in Rouen. Das Lehen La Poterie war im 18. Jahrhundert im Besitz der Familie Legrix. Der Seigneur von La Poterie nannte sich zu jener Zeit „Seigneur ehrenhalber“ von Pont-Authou. Letzter Besitzer vor der Französischen Revolution (1789–1799) war Morin de la Rivière.
1793 erhielt Pont-Authou als Pontaulon im Zuge der Französischen Revolution den Status einer Gemeinde und 1801 als Ponteautou das Recht auf kommunale Selbstverwaltung.
Im Zweiten Weltkrieg (1939–1945) wurde die Brücke über die Risle durch die Luftwaffe der Wehrmacht 1940 bombardiert. Die Brücke und mehrere Häuser wurden zerstört, mehrere Einwohner kamen um. Im Sommer 1944 während der Operation Overlord wurde Pont-Authou durch die Alliierte Luftwaffe erneut bombardiert. Die zerstörten Häuser wurden im Stil der französischen Nachkriegsarchitektur wiederaufgebaut.
| Jahr      | 1793 | 1806 | 1821 | 1866 | 1921 | 1975 | 1999 | 2007 | 2017 |
| --------- | ---- | ---- | ---- | ---- | ---- | ---- | ---- | ---- | ---- |
| Einwohner | 210  | 175  | 307  | 549  | 383  | 534  | 675  | 707  | 632  |

Am wenigsten Einwohner hatte die Gemeinde 1806 (175) am meisten im Jahr 2007 (707).

## Kultur und Sehenswürdigkeiten

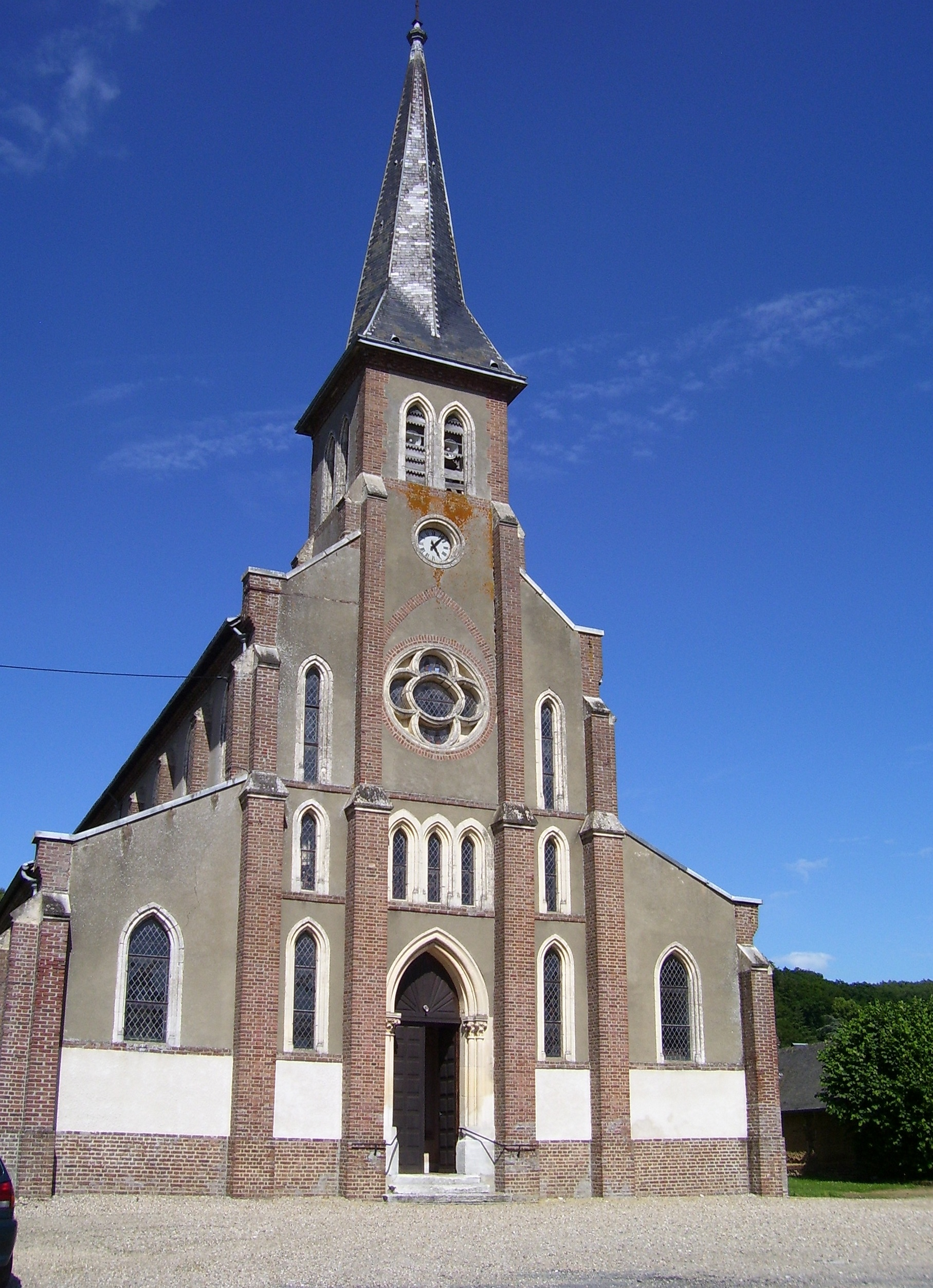
Kirche Saint-Louis

Das Tal der Risle ist als Site classé („Naturdenkmal“) klassifiziert und das Tal des Baches Bec als Site inscrit.
Pont-Authou gehört zur römisch-katholischen Gemeinschaft Communauté de Montfort, die Teil der Pfarrei Montgeoly des Bistums Évreux ist.
Die ursprüngliche Kirche stammte aus dem 13. Jahrhundert und wurde 1251 von Eudes Rigaud geweiht. Sie unterstand der Abtei Le Bec. Im 19. Jahrhundert brannte die Kirche bei einem Feuer nieder. Die heutige Kirche wurde 1865 an im Stil der Neugotik errichtet. Ihr Schutzpatron ist der Heilige und König Ludwig IX. von Frankreich (Saint Louis). Teile der Ausstattung der Kirche stammen aus dem abgebrannten Gebäude.
Das Herrenhaus Manoir de la Poterie wurde im 17. Jahrhundert erbaut. Der Bau eines neuen Wohngebäudes wurde im 18. Jahrhundert begonnen, aber nur ein Flügel wurde fertiggestellt. Die landwirtschaftlichen Gebäude stammen aus dem 18. Jahrhundert. Die Kapelle Saint-Jacques-et-Saint-Christophe wurde 1634 urkundlich erwähnt ist aber leider nicht erhalten. Ein rundes Taubenhaus war noch im Kataster von 1832 sichtbar, ist inzwischen aber auch zerstört. Die Gebäude befinden sich im Privatbesitz.
Die Getreidemühle im lieu-dit („Ort der genannt wird...“) le Bout des Vieux wurde von 1838 bis 1839 gebaut, um 1847 wurde ein neues Wasserrad von 6 Metern Durchmesser eingebaut. Nach 1859 wurden die Gebäude vergrößert. Von 1869 bis 1937 wurde die Mühle als Flachsmühle genutzt, dann wurde der Betrieb eingestellt. Heute ist die Mühle bewohnt.

## Wirtschaft und Infrastruktur
Im 19. Jahrhundert war Pont-Authou durch die Wasserkraft der Risle eine Industriestadt. Um 1850 beherbergte die Gemeinde zwei Spinnereien, eine Textilfabrik, eine Färberei, eine Walkmühle und drei Getreidemühlen.
Pont-Authou ist eine der wichtigsten Gemeinden des Kantons, abgesehen von diversen Betrieben des Einzelhandels beherbergt es zahlreiche handwerkliche und industrielle Unternehmen. Außerdem ist es Sitz der kantonalen Feuerwehr. Das einzige Altenheim des Kantons steht in Pont-Authou. Es gibt vor Ort eine Journalismus-Schule und einen Verlag der Gruppe EDH (Denis Huisman).
Auf dem Gemeindegebiet gelten kontrollierte Herkunftsbezeichnungen (AOC) für Camembert (Camembert de Normandie), Calvados und Pommeau (Pommeau de Normandie) sowie geschützte geographische Angaben (IGP) für Schweinefleisch (Porc de Normandie), Geflügel (Volailles de Normandie) und Cidre (Cidre de Normandie und Cidre normand).